# フランス領コンゴ

フランス領コンゴ
Congo français (フランス語)

フランス領コンゴの領土（1911年）

フランス領コンゴ（フランス語: Congo français）又は中コンゴ（フランス語: Moyen-Congo）は、フランスの植民地である。現在のコンゴ共和国、ガボン、中央アフリカ共和国を領域とした。

## 歴史
1880年9月10日、フランス領コンゴはブラザヴィルで始まった。
コンゴ川北岸に暮らすテケ人に対する保護領だった。
1882年11月30日、公式に建国された。
1884年～1885年のベルリン会議で確定した。
カビンダやカメルーン、コンゴ自由国との国境は次の10年間に条約で確定した。
植民地を発展させる為に、フランスの30社に租借地を与えた。
会社は象牙やゴム、材木を扱ったが、これらの「商売」は、多くの場合非道な行いや現地人の奴隷化を伴った。
しかし、利益を上げた会社は約10社に過ぎなかった。
フランス領コンゴは「ガボン・コンゴ」とも呼ばれた。
1891年、ガボンを併合した。
1903年、「中コンゴ」に改名した。
1906年、ガボンと分離した。
マルセイユで開催された植民地展示会で、「フランス領コンゴの拡大」が出版された。
1910年、フランス領赤道アフリカに併合された。

## 総督
中コンゴになるまでに、4人の総督が務めた。
- 1883年1月～1897年：ピエール・ブラザ
- 1897年～1898年：ルイ・アルベール・グロデ（英語版）
- 1898年～1901年：アンリ・フェリックス・ド・ラモット（フランス語版）
- 1901年～1903年：エイミール・ジェンティール（英語版）

## 参考資料
- Petringa, Maria. Brazza, A Life for Africa. Bloomington, IN: AuthorHouse, 2006. ISBN 978-1-4259-1198-0.  Describes Pierre Savorgnan de Brazza's extensive explorations of what became French Congo, and later, French Equatorial Africa.